# Valère Vautmans
Pour les articles homonymes, voir Vautmans.
Valère Vautmans, né le 3 septembre 1943 à Wellen et mort le 17 mars 2007 à Saint-Trond, est un homme politique belge flamand, membre d'OpenVLD. 
Il était ingénieur civil et directeur général du Dienst voor de Scheepvaart.

## Fonctions politiques
- Député belge du 24 novembre 1991 au 12 avril 1995.
- Sénateur élu direct de 1995 à 1999.
- Conseiller communal d'Hasselt de 1994 à 2000.

Il est l'oncle d'Hilde Vautmans.